# Могами (река)
Вижте пояснителната страница за други значения на Могами.
Могами (на японски: 最上川, по английската Система на Хепбърн Mogami) е река в Япония, в североизточната част на остров Хоншу, вливаща се в Японско море. Дължината ѝ е 229 km, а площта на водосборния ѝ басейн – 7040 km². Река Могами води началото си на 1771 m н.в. от седловина разделяща най-южната част на хребета Оу на север от планината Иида на запад. В горното и средно течение тече на север по дъното на междупланинската котловина Ямагата, простираща се между хребета Оу на изток и планината Асахи на запад. В района на град Шинджо завива на северозапад и след живописен пролом, отделящ планините Асахи на юг и Дева на север излиза в приморската равнина, където при град Саката се влива в Японско море. Подхранването ѝ е предимно снежно-дъждовно с ясно изразено зимно-пролетно пълноводие и лятно маловодие. Средният годишен отток в долното ѝ течение е 437 m³/s. Водите ѝ основно се използват за напояване на обширните оризови полета покрай течението ѝ. Долината ѝ е гъсто населена, като най-големите селища са градовете Йонедзава, Нагаи, Сагае, Обанадзава, Татикава, Саката.